# Regierung Borten
Die Regierung Borten wurde in Norwegen am 12. Oktober 1965 durch Per Borten von der Senterpartiet gebildet und bestand bis zum 17. März 1971. Borten löste als Ministerpräsident die vierte Regierung von Einar Gerhardsen ab.
Bei der Parlamentswahl vom 13. September 1965 erlitt Gerhardsens Arbeiderpartiet eine Niederlage und erhielt nur noch 43,1 Prozent (1961: 46,8 Prozent) sowie 68 Mandate (1961: 74). Daraufhin bildete am 12. Oktober 1965 Per Borten von der Senterpartiet eine Koalitionsregierung unter Beteiligung von Høyre (H), Kristelig Folkeparti (KrF) und Venstre (V). Die Regierungskoalition verfügte über 49,5 Prozent der Stimmen und mit 80 der 150 Sitze im Storting über eine deutliche absolute Mehrheit.
Bei der Parlamentswahl vom 8. September 1969 konnte die oppositionelle Arbeiderpartiet deutlich zulegen und verfügte über 74 Sitze (46,5 Prozent). Gleichzeitig verlor die Sozialistische Volkspartei so stark, dass sie den Wiedereinzug ins Parlament verpasste. Damit wurde die bürgerliche Mehrheit aus Høyre, Kristelig Folkeparti, Senterpartiet und Venstre mit insgesamt 76 Sitzen (48,9 Prozent) denkbar knapp bestätigt. Die Regierung Borten blieb im Amt. Um ein Patt zwischen dem linken und rechten Lager zukünftig zu vermeiden, wurde eine Vergrößerung des Parlaments um fünf Sitze ab 1973 beschlossen.
Im Frühjahr 1971 kam es zu einer Regierungskrise wegen unterschiedlicher Ansichten der Parteien zur Europapolitik der Regierung und der Frage eines möglichen Beitritts zur EG.

## Minister
| Ressort                   | Minister                                                   | Partei                      |
| ------------------------- | ---------------------------------------------------------- | --------------------------- |
| Ministerpräsident         | Per Borten                                                 | Senterpartiet               |
| Äußeres                   | John Lyng 22. Mai 1970 Svenn Stray                         | Høyre Høyre                 |
| Finanzen und Zölle        | Ole Myrvoll                                                | Venstre                     |
| Kirchen und Unterricht    | Kjell Bondevik                                             | Kristelig Folkeparti        |
| Landwirtschaft            | Bjarne Lyngstad 21. August 1970 Hallvard Eika              | Venstre Venstre             |
| Verkehr und Kommunikation | Håkon Kyllingmark                                          | Høyre                       |
| Löhne und Preise          | Dagfinn Vårvik                                             | Senterpartiet               |
| Handel und Schifffahrt    | Kåre Willoch 5. Juni 1970 Otto Grieg Tidemand              | Høyre Høyre                 |
| Justiz und Polizei        | Elisabeth Schweigaard Selmer 3. Oktober 1970 Egil Endresen | Høyre Høyre                 |
| Industrie                 | Sverre Walter Rostoft                                      | Høyre                       |
| Soziales                  | Egil Aarvik                                                | Kristelig Folkeparti        |
| Fischerei                 | Oddmund Myklebust 8. November 1968 Einar Moxnes            | Senterpartiet Senterpartiet |
| Kommunen und Arbeit       | Helge Seip 29. August 1970 Helge Rognlien                  | Venstre Venstre             |
| Familien und Verbraucher  | Elsa Skjerven                                              | Kristelig Folkeparti        |
| Verteidigung              | Otto Grieg Tidemand 5. Juni 1970 Gunnar Hellesen           | Høyre Høyre                 |